# Guy Lux
Guy Lux, pseudonimo di Maurice Guy (Parigi, 21 giugno 1919 – Neuilly-sur-Seine, 13 giugno 2003), è stato un conduttore televisivo francese.

## Biografia
Dopo aver terminato gli studi all'École nationale supérieure des arts appliqués et des métiers d'art e all'École nationale supérieure des beaux-arts, iniziò a lavorare come cantautore.
Ebbe in seguito una fortunata carriera televisiva, avviata sul finire degli anni cinquanta e durata circa 40 anni (si ritirò nel 1993), nel corso della quale ideò e condusse diversi giochi e varietà che hanno fatto la storia della televisione francese, tra cui Intervilles (che creò prendendo spunto da Campanile sera e che condusse assieme a Simone Garnier e Léon Zitrone), Giochi senza frontiere, Le Palmarès des chansons, Domino, Ring parade, Système 2, Cadet Rousselle, Cadence 3 e Le Schmilblick (in cui si esibiva in uno sketch comico con Coluche). All'inizio degli anni ottanta creò la casa di produzione televisiva People production.
Nel campo cinematografico ha preso parte ad alcuni film, realizzandone uno in qualità di regista nel 1977 (Drôles de zèbres).
Guy Lux ha avuto 2 figli e 3 nipoti; uno dei nipoti, Christophe Jenac, è un cantante.
Nella storia a fumetti Asterix e il regno degli dei è presente il personaggio di Guilus, che è una caricatura del presentatore francese.
Le sue spoglie sono sepolte a Saint-Gratien, nella Val-d'Oise.

## Filmografia
- Clémentine chérie (1963)
- O l'ammazzo o la sposo (Bang-Bang) (1967)
- Les Fous du stade (1972)
- Comme sur des roulettes (1976)
- Drôles de zèbres (1977)
- Le Bourreau des cœurs (1983)